# JCVD
JCVD és una pel·lícula franco-belga luxemburguesa de comèdia dramàtica de l'any 2008. És dirigida per Mabrouk El Mechri i protagonitzada per Jean-Claude Van Damme.
A la cinta Van Damme s'interpreta a ell mateix, una estrellad'acció en declivi, la vida familiar i professional del qual s'està ensorrant i al moment d'anar a l'oficina de correus a la seva ciutat natal de Brussel·les, es troba atrapat enmig d'un robatori.
La pel·lícula es va projectar el 4 de juny de 2008 a Bèlgica i França, en el Festival Internacional de Cinema de Toronto i al Festival Adelaide australià, el 20 de febrer de 2009. Va ser distribuït per Peace Arch Entertainment a Toronto i es va estrenar a Nova York i unes certes ciutats selectes el 7 de novembre de 2008.

## Argument[calcitació]
La pel·lícula tracta de Jean-Claude Van Damme fent de si mateix com un actor en una ratxa de mala sort. Està malament de diners, el seu agent no li troba una producció digna, i el jutge per la custòdia de la seva filla està disposat a donar-la a la seva exesposa. Torna a la seva casa de la infància de Brussel·les, la capital de Bèlgica, on encara es considera una icona nacional.
Quan entra a una oficina de correus per rebre una transferència bancària, es troba enmig d'una situació d'ostatges. A causa d'una errada, la policia creu que Van Damme és responsable pel crim. Com els esdeveniments es veuen des de diferents perspectives, Van Damme es troba actuant com a heroi per protegir els ostatges, com si fos un negociador i com el suposat autor.

## Recepció
Malgrat no haver tingut èxit a la taquilla internacional, les crítiques cap a JCVD han estat universalment positives. A partir del 3 d'octubre del 2009, el lloc web global Rotten Tomatoes ha valorat la pel·lícula en un 83%. Fins avui, aquesta és una de les úniques tres pel·lícules de Van Damme considerada com «fresca» per l'esmentat lloc web.
Els crítics de cinema han reconegut les capacitats actorals de Van Damme en el seu llenguatge natal, el francès. El monòleg de Van Damme ha estat allò més elogiat de la cinta. La revista Time va nomenar l'actuació de Van Damme a la pel·lícula com la segona millor de l'any 2008 (després de The Joker de Heath Ledger a The Dark Knight) i afirma que Van Damme «no mereix un cinturó negre, mereix un Oscar».

## Premis[calcitació]
Premis Chlotrudis
| Any  | Categoria    | Persona               | Resultat |
| ---- | ------------ | --------------------- | -------- |
| 2008 | Millor actor | Jean-Claude Van Damme | Candidat |

Associació de crítics de Cinema de Toronto
| Any  | Categoria    | Persona               | Resultat |
| ---- | ------------ | --------------------- | -------- |
| 2008 | Millor actor | Jean-Claude Van Damme | Candidat |

Festival de Cinema de Cannes
| Any  | Categoria  | Persona           | Resultat |
| ---- | ---------- | ----------------- | -------- |
| 2008 | Palma d'Or | Mabrouk El Mechri | Candidat |